# Tufão Paka
O tufão Paka (designação internacional: 9728, designação do JTWC: 05C, designação filipina: Rubing, também conhecido como super tufão Paka) foi o último ciclone tropical nas temporadas de furacões e tufões no Pacífico de 1997. Paka também é o ciclone tropical mais intenso já registrado no pacífico noroeste no mês de Dezembro. Paka, que é um nome havaiano para Pat, formou-se em 28 de Novembro de 1997 de um cavado a uma grande distância a sudeste do arquipélago do Havaí. A tempestade deslocou-se para oeste durante uma boa parte de seu período de existência e em 7 de Dezembro, o ciclone adentrou a bacia do Pacífico noroeste. Uma boa parte de sua trajetória foi influenciada por flutuações em sua intensidade e em 10 de Novembro, o ciclone intensificou-se num tufão assim que passava sobre as Ilhas Marshall. Em 16 de Novembro, Paka atingiu Guam e Rota com ventos de até 230 km/h e fortaleceu-se ainda mais, alcançando o pico de intensidade em 18 de dezembro, sobre águas abertas. Logo em seguida, Paka sofreu uma rápida tendência de enfraquecimento e dissipou-se em 23 de Dezembro.
O tufão Paka inicialmente afetou as Ilhas Marshall, onde causou chuvas fortes e $80 milhões de dólares em prejuízos (valores em 1997 - $100 milhões de dólares, corrigidos em 2007). Depois, paka passou logo ao norte de Guam, onde ventos fortes destruíram cerca de 1.500 construções e danificou outras 10.000: 5.000 pessoas ficaram desabrigadas e a ilha experimentou a completa interrupção de eletricidade após a passagem do tufão. Os danos na ilha totalizaram $500 milhões de dólares (valores em 2007 - $645 milhões de dólares, valores corrigidos em 2007), que garantiram a retirada de seu nome. Paka também provocou leves danos nas Ilhas Marianas do Norte e no geral, o tufão não causou fatalidades.